# Стівен Вінсент Бене
Стівен Вінсент Бене (Біней) (англ. Stephen Vincent Benét ([bɪˈneɪ]); 22 липня 1898, Пенсильванія, США — 13 березня 1943, Нью-Йорк) — американський письменник-фантаст, поет.

## Біографія
Був останньою дитиною в сім'ї полковника Дж. У. Бене. Під час Першої світової війни служив в держдепартаменті. Навчався в Єльському університеті, де в 1919 році отримав ступінь бакалавра, а в 1920 році і магістра мистецтв. 1921 рік провів в Парижі, писав вірші й прозу. 26 листопада 1921 року одружився з письменницею з Чикаго Розмарі Карр. У 1926 році отримав стипендію Саймона Ґуґґенгайма. Протягом 20-х років публікувався в періодичних виданнях, щоб утримувати велику сім'ю. Найбільш відомі науково-фантастичні розповіді Бене зі збірки «Диявол і Деніел Вебстер» («The Devil and Daniel Webster», 1937), в тому числі розповідь «При ріках Вавілона» («By the Waters of Babylon», вперше надрукований під назвою «Місце богів», «The Place of the Gods»). Це розповідь про підлітка-дикуна, який потрапив в зруйнований сучасне місто після гігантської катастрофи (за деякими ознаками в описаному місті вгадується Нью-Йорк). Стівен Вінсент Бене помер від серцевого нападу на 45-му році життя.
У 2004 році за його оповіданням Shortcut to Happiness знятий фільм «Диявол і Деніел Вебстер».

## Переклади українською
- Стівен Бенет. При ріках Вавілона / пер. з анг. ?. — Людина і світ, №1, 1989.